# 吉尔伯托·马塞纳
吉尔伯托·马塞纳（Gilberto Macena，1984年4月1日—），是一名巴西职业足球运动员，司职前锋。现在效力于泰国足球超级联赛球队武里南联。

## 俱乐部生涯
马塞纳在巴西圣保罗州联赛球队商业开始职业足球生涯，2005年前往丹麦，加盟丹麦足球乙级联赛球队霍尔克B&I。他在霍尔克B&I度过了一个出色的赛季，并在2006年转投丹麦足球超级联赛球队AC霍森斯。他迅速在霍森斯确定自己的主力前锋位置，并在以后数个赛季都是球队的最佳射手。2008/09赛季，霍森斯在联赛垫底，降级到甲级联赛，马塞纳选择留守，并在2009/10赛季独进18球，在获得联赛最佳射手的同时帮助霍森斯以第一名的成绩回归顶级联赛。
2012年2月16日，马塞纳和中国足球超级联赛球队山东鲁能泰山签约。
在山东鲁能渡过两个赛季后，马塞纳在2014年1月11日正式转投另外一支中超球队杭州绿城。

## 荣誉

### 俱乐部

#### 賀森斯
- 丹麦足球甲级联赛：2009-10

#### 武里南联
- 泰国足球超级联赛：2015
- 泰国足协杯：2015
- 泰国联赛杯：2015
- 泰国皇家杯：2015
- 湄公河俱乐部冠军杯：2015

### 个人
- 丹麦足球甲级联赛最佳射手：2009-10